# قصعين كردي
قصعين كردي (الاسم العلمي: Salvia kurdica) هو نوع نباتي يتبع جنس القصعين من فصيلة الشفوية.